# Frank Wels
Frank Wels (ur. 21 lutego 1909 w Ede, zm. 16 lutego 1982 w Gorinchem) – holenderski piłkarz, reprezentant kraju, grający na pozycji napastnika. 

## Kariera piłkarska
Wels przez całą swoją karierę grał w klubie GVV Unitas. Wyjątek stanowił sezon 1935/36, kiedy to dołączył do Feyenoordu. Jako zawodnik Feyenoordu sięgnął po Mistrzostwo Holandii. 
Wels w reprezentacji Oranje zadebiutował 14 stycznia 1931 w wygranym 2:0 spotkaniu z Danią. W 1934 został powołany na Mistrzostwa Świata. Wystąpił w jednym spotkaniu, w którym Holandia odpadła w pierwszej rundzie po porażce ze Szwajcarią 2:3. 
Wystąpił także w 1938 na Mistrzostwach Świata. Podczas francuskiego turnieju wystąpił w jednym spotkaniu, w którym Holandia odpadła w pierwszej rundzie po porażce z Czechosłowacją 0:3 po dogrywce. Mecz z Czechosłowacją był ostatnim dla Welsa w drużynie narodowej, dla której w latach 1931–1938 wystąpił w 36 spotkaniach, w których strzelił 5 bramek. 
| Mecze i gole w reprezentacji | Mecze i gole w reprezentacji | Mecze i gole w reprezentacji | Mecze i gole w reprezentacji | Mecze i gole w reprezentacji | Mecze i gole w reprezentacji | Mecze i gole w reprezentacji |
| #                            | Data                         | Miasto                       | Przeciwnik                   | Gol                          | Wynik                        | Rozgrywki                    |
| ---------------------------- | ---------------------------- | ---------------------------- | ---------------------------- | ---------------------------- | ---------------------------- | ---------------------------- |
| 1.                           | 14.01.1931                   | Kopenhaga                    | Dania                        |                              | 2:0                          | towarzyski                   |
| 2.                           | 29.11.1931                   | Colombes                     | Francja                      |                              | 4:3                          | towarzyski                   |
| 3.                           | 20.03.1932                   | Deurne                       | Belgia                       |                              | 4:1                          | towarzyski                   |
| 4.                           | 17.04.1932                   | Amsterdam                    | Belgia                       |                              | 2:1                          | towarzyski                   |
| 5.                           | 08.05.1932                   | Amsterdam                    | Irlandia                     |                              | 0:2                          | towarzyski                   |
| 6.                           | 29.05.1932                   | Amsterdam                    | Czechosłowacja               |                              | 1:2                          | towarzyski                   |
| 7.                           | 05.03.1933                   | Amsterdam                    | Włochy                       |                              | 1:2                          | towarzyski                   |
| 8.                           | 09.04.1933                   | Deurne                       | Belgia                       |                              | 3:1                          | towarzyski                   |
| 9.                           | 07.05.1933                   | Amsterdam                    | Belgia                       |                              | 1:2                          | towarzyski                   |
| 10.                          | 10.12.1933                   | Amsterdam                    | Austria                      |                              | 0:1                          | towarzyski                   |
| 11.                          | 11.03.1934                   | Amsterdam                    | Belgia                       |                              | 9:3                          | towarzyski                   |
| 12.                          | 08.04.1934                   | Amsterdam                    | Irlandia                     |                              | 5:2                          | El. MŚ 1934                  |
| 13.                          | 29.04.1934                   | Deurne                       | Belgia                       |                              | 4:2                          | El. MŚ 1934                  |
| 14.                          | 10.05.1934                   | Amsterdam                    | Francja                      |                              | 4:5                          | towarzyski                   |
| 15.                          | 27.05.1934                   | Mediolan                     | Szwajcaria                   |                              | 2:3                          | MŚ 1934                      |
| 16.                          | 04.11.1934                   | Berno                        | Szwajcaria                   |                              | 4:2                          | towarzyski                   |
| 17.                          | 17.02.1935                   | Amsterdam                    | III Rzesza                   |                              | 2:3                          | towarzyski                   |
| 18.                          | 31.03.1935                   | Amsterdam                    | Belgia                       |                              | 4:2                          | towarzyski                   |
| 19.                          | 12.05.1935                   | Bruksela                     | Belgia                       |                              | 2:0                          | towarzyski                   |
| 20.                          | 18.05.1935                   | Amsterdam                    | Anglia                       |                              | 0:1                          | towarzyski                   |
| 21.                          | 03.11.1935                   | Amsterdam                    | Dania                        | Gol                          | 3:0                          | towarzyski                   |
| 22.                          | 08.12.1935                   | Dublin                       | Irlandia                     |                              | 5:3                          | towarzyski                   |
| 23.                          | 12.01.1936                   | Paryż                        | Francja                      | Gol                          | 6:1                          | towarzyski                   |
| 24.                          | 29.03.1936                   | Amsterdam                    | Belgia                       | Gol                          | 8:0                          | towarzyski                   |
| 25.                          | 03.05.1936                   | Bruksela                     | Belgia                       |                              | 1:1                          | towarzyski                   |
| 26.                          | 01.11.1936                   | Amsterdam                    | Norwegia                     |                              | 3:3                          | towarzyski                   |
| 27.                          | 31.01.1937                   | Düsseldorf                   | III Rzesza                   |                              | 2:2                          | towarzyski                   |
| 28.                          | 07.03.1937                   | Amsterdam                    | Szwajcaria                   |                              | 2:1                          | towarzyski                   |
| 29.                          | 04.04.1937                   | Antwerpia                    | Belgia                       | Gol                          | 1:2                          | towarzyski                   |
| 30.                          | 02.05.1937                   | Rotterdam                    | Belgia                       |                              | 1:0                          | towarzyski                   |
| 31.                          | 31.10.1937                   | Amsterdam                    | Francja                      |                              | 2:3                          | towarzyski                   |
| 32.                          | 28.11.1937                   | Rotterdam                    | Luksemburg                   |                              | 4:0                          | El. MŚ 1938                  |
| 33.                          | 27.02.1938                   | Rotterdam                    | Belgia                       | Gol                          | 7:2                          | towarzyski                   |
| 34.                          | 03.04.1938                   | Deurne                       | Belgia                       |                              | 1:1                          | El. MŚ 1938                  |
| 35.                          | 21.05.1938                   | Amsterdam                    | Szkocja                      |                              | 1:3                          | towarzyski                   |
| 36.                          | 05.06.1938                   | Le Havre                     | Czechosłowacja               |                              | 0:3                          | MŚ 1938                      |

## Sukcesy
Feyenoord
- Mistrzostwo Holandii (1): 1935/36